# Va d'un pas léger
Pour plus de détails, voir Fiche technique et Distribution.
Va d'un pas léger (朗かに歩め, Hogaraka ni ayume) est un film japonais réalisé par Yasujirō Ozu, sorti en 1930.

## Synopsis
Kenji est un petit truand dont est tombée amoureuse la modeste Yasue. Le jeune homme tente de se ranger, mais c'est sans compter sur ses anciens acolytes.

## Fiche technique
- Titre : Va d'un pas léger[1],[2]
- Titres français alternatifs : Marcher joyeusement ; Marchez joyeusement[3]
- Titre original : 朗かに歩め (Hogaraka ni ayume?)[4]
- Réalisation : Yasujirō Ozu
- Scénario : Tadao Ikeda, Hiroshi Shimizu
- Photographie et montage : Hideo Shigehara
- Cadreurs : Yūharu Atsuta et Minoru Kuribayashi
- Décors : Hiroshi Mizutani
- Société de Production : Shōchiku (studio Kamata)
- Pays d'origine :  Empire du Japon
- Format : noir et blanc — 1,33:1 — Film muet — 35 mm
- Genre : drame
- Durée : 96 minutes[5] (métrage : huit bobines - 2 704 m[6])
- Date de sortie : Empire du Japon : 1er mars 1930[6]

## Distribution
- Minoru Takada : Kenji Koyama
- Hiroko Kawasaki : Yasue Sugimoto
- Nobuko Matsuzono : la sœur de Yasue
- Utako Suzuki : leur mère
- Satoko Date : Chieko
- Hisao Yoshitani : Senko
- Teruo Mori : Gunpei
- Takeshi Sakamoto : Ono

## Autour du film
L’influence américaine est forte dans ce film, Yasujirō Ozu étant à l'époque un grand amateur du cinéma occidental.